# Trofeo Juan Carlos Plata
El Trofeo Juan Carlos Plata o Bota de Oro se entrega al máximo goleador de cada torneo en la Liga Nacional de Guatemala.
El sistema de desempate si en caso lo hubiera, como en el torneo Clausura 2006, es si dos o más jugadores están empatados, entonces el que tenga menos minutos jugados en el torneo es que oficialmente se le entrega el Premio de goleador del torneo.

## Ganadores
| Temporada           | Jugador                                       | Equipo                                                            | Goles                                   |
| ------------------- | --------------------------------------------- | ----------------------------------------------------------------- | --------------------------------------- |
| Apertura 1999       | Rudy Ramírez                                  | Club Social y Deportivo Municipal                                 | 20                                      |
| Clausura 2000       | Rolando Fonseca                               | Comunicaciones Fútbol Club                                        | 21                                      |
| Apertura 2000       | José Nicolás López                            | Deportivo Zacapa                                                  | 16                                      |
| Clausura 2001       | César Aníbal Trujillo                         | Xelajú Mario Camposeco                                            | 13                                      |
| Reordenamiento 2001 | Regilson Soares                               | Cobán Imperial                                                    | 15                                      |
| Clausura 2002       | Guillermo Ramírez                             | Club Social y Deportivo Municipal                                 | 18                                      |
| Apertura 2002       | Edgar Arriaza                                 | Antigua Guatemala FC                                              | 10                                      |
| Clausura 2003       | Diego Latorre                                 | Comunicaciones Fútbol Club                                        | 11                                      |
| Apertura 2003       | Erwin Godoy                                   | Deportivo Jalapa                                                  | 12                                      |
| Clausura 2004       | Fernando Garrasino                            | Xelajú Mario Camposeco                                            | 13                                      |
| Apertura 2004       | Edwin Villatoro                               | Club Social y Deportivo Suchitepéquez                             | 16                                      |
| Clausura 2005       | Israel Silva                                  | Xelajú Mario Camposeco                                            | 12                                      |
| Apertura 2005       | Juan Carlos Plata                             | Club Social y Deportivo Municipal                                 | 15                                      |
| Clausura 2006       | Jorge Estrada Juan Carlos Plata               | Deportivo Marquense Club Social y Deportivo Municipal             | 11                                      |
| Apertura 2006       | Israel Silva                                  | Xelajú Mario Camposeco                                            | 14                                      |
| Clausura 2007       | César Alegría                                 | Deportivo Marquense                                               | 15                                      |
| Apertura 2007       | Adrián Apellaniz                              | Deportivo Jalapa                                                  | 14                                      |
| Clausura 2008       | Fredy García                                  | Club Social y Deportivo Municipal                                 | 12                                      |
| Apertura 2008       | Adrián Apellaniz                              | Deportivo Jalapa                                                  | 10                                      |
| Clausura 2009       | Carlos Alberto González                       | Club Social y Deportivo Municipal                                 | 10                                      |
| Apertura 2009       | Henry Hernández                               | Juventud Retalteca                                                | 19                                      |
| Clausura 2010       | Rolando Fonseca                               | Comunicaciones Fútbol Club                                        | 15                                      |
| Apertura 2010       | Guillermo Ramírez Henry Hernández Andy Herron | Club Social y Deportivo Municipal Heredia Jaguares Universidad SC | 13                                      |
| Clausura 2011       | Oscar Isaula Johnny Ruiz                      | Deportivo Malacateco Deportivo Marquense                          | 13                                      |
| Apertura 2011       | Henry Hernández                               | Heredia Jaguares                                                  | 17                                      |
| Clausura 2012       | Henry Hernández                               | Heredia Jaguares                                                  | 16                                      |
| Apertura 2012       | Robín Betancourth                             | Heredia Jaguares                                                  | 13                                      |
| Clausura 2013       | Fernando Gallo                                | Universidad SC                                                    | 12                                      |
| Apertura 2013       | Israel Silva                                  | Xelajú Mario Camposeco                                            | 14                                      |
| Clausura 2014       | Oscar Isaula                                  | Heredia Jaguares                                                  | 20                                      |
| Apertura 2014       | Carlos Ruiz Gutiérrez Wilber Pérez            | Club Social y Deportivo Municipal Deportivo Petapa                | 12                                      |
| Clausura 2015       | Emiliano Ariel López Rolando Blackburn        | Club Social y Deportivo Suchitepéquez Comunicaciones Fútbol Club  | 13                                      |
| Apertura 2015       | Carlos Kamiani Félix                          | Universidad SC                                                    | 19                                      |
| Clausura 2016       | Juan José Valenzuela Carlos Kamiani Félix     | Deportivo Malacateco Universidad SC                               | 15                                      |
| Apertura 2016       | Danilo Guerra                                 | Club Social y Deportivo Municipal                                 | 14                                      |
| Clausura 2017       | Agustín Herrera Osuna                         | Antigua Guatemala FC                                              | 14                                      |
| Apertura 2017       | Janderson Pereira                             | Deportivo Petapa                                                  | 14                                      |
| Clausura 2018       | Agustín Herrera Osuna                         | Antigua Guatemala FC                                              | 15                                      |
| Apertura 2018       | Agustín Herrera Osuna                         | Antigua Guatemala FC                                              | 11                                      |
| Clausura 2019       | Agustín Herrera Osuna William Zapata Brand    | Antigua Guatemala FC Deportivo Sanarate                           | 11                                      |
| Apertura 2019       | Ramiro Rocca                                  | Deportivo Iztapa                                                  | 16                                      |
| Clausura 2020       | No otorgado por la Pandemia de COVID-19       | No otorgado por la Pandemia de COVID-19                           | No otorgado por la Pandemia de COVID-19 |
| Apertura 2020       | Ramiro Rocca                                  | Club Social y Deportivo Municipal                                 | 20                                      |
| Clausura 2021       | Nicolás Martínez                              | Achuapa                                                           | 10                                      |
| Apertura 2022       | Lucas Gómez                                   | Antigua GFC                                                       | 12                                      |
| Clausura 2023       | Matías Rotondi                                | Club Social y Deportivo Municipal                                 | 14                                      |
| Apertura 2023       | José Carlos Martínez                          | Club Social y Deportivo Municipal                                 | 9                                       |
| Clausura 2023       | Diego Casas                                   | Cobán Imperial                                                    | 9                                       |
| Apertura 2024       | Erick Lemus Rai Villa                         | Comunicaciones Fútbol Club Xelajú Mario Camposeco                 | 9                                       |

## Trofeo por jugador
| Jugador                 | Trofeos |
| ----------------------- | ------- |
| Agustín Herrera Osuna   | 4       |
| Henry Hernández         | 4       |
| Israel Silva            | 3       |
| Carlos Kamiani Félix    | 2       |
| Juan Carlos Plata       | 2       |
| Rolando Fonseca         | 2       |
| Guillermo Ramírez       | 2       |
| Adrián Apellaniz        | 2       |
| Oscar Isaula            | 2       |
| Ramiro Rocca            | 2       |
| Rudy Ramírez            | 1       |
| José Nicolás López      | 1       |
| César Aníbal Trujillo   | 1       |
| Regilson Soares         | 1       |
| Edgar Arriaza           | 1       |
| Diego Latorre           | 1       |
| Erwin Godoy             | 1       |
| Fernando Garrasino      | 1       |
| Edwin Villatoro         | 1       |
| Jorge Estrada           | 1       |
| César Alegría           | 1       |
| Fredy García            | 1       |
| Carlos Alberto González | 1       |
| Andy Herron             | 1       |
| Johnny Ruiz             | 1       |
| Robín Betancourth       | 1       |
| Fernando Gallo          | 1       |
| Carlos Ruiz Gutiérrez   | 1       |
| Wilber Pérez            | 1       |
| Emiliano Ariel López    | 1       |
| Rolando Blackburn       | 1       |
| Juan José Valenzuela    | 1       |
| Danilo Guerra           | 1       |
| Janderson Pereira       | 1       |
| William Zapata Brand    | 1       |
| Nicolás Martínez        | 1       |
| Lucas Gómez             | 1       |
| Matías Rotondi          | 1       |
| José Carlos Martínez    | 1       |
| Diego Casas             | 1       |
| Rai Villa               | 1       |
| Erick Lemús             | 1       |

### Trofeo por equipo
| Equipo                                | Trofeos |
| ------------------------------------- | ------- |
| Club Social y Deportivo Municipal     | 12      |
| Antigua Guatemala FC                  | 6       |
| Xelajú Mario Camposeco                | 6       |
| Heredia Jaguares                      | 5       |
| Comunicaciones Fútbol Club            | 4       |
| Universidad SC                        | 4       |
| Deportivo Jalapa                      | 3       |
| Deportivo Marquense                   | 3       |
| Club Social y Deportivo Suchitepéquez | 2       |
| Deportivo Malacateco                  | 2       |
| Deportivo Petapa                      | 2       |
| Deportivo Zacapa                      | 1       |
| Cobán Imperial                        | 1       |
| Juventud Retalteca                    | 1       |
| Deportivo Sanarate                    | 1       |
| Deportivo Iztapa                      | 1       |
| Deportivo Achuapa                     | 1       |
| Cobán Imperial                        | 1       |

### Trofeo por país
| País       | Trofeos |
| ---------- | ------- |
| Guatemala  | 19      |
| Argentina  | 8       |
| México     | 7       |
| Brasil     | 5       |
| Colombia   | 5       |
| Uruguay    | 4       |
| Costa Rica | 3       |
| Honduras   | 3       |
| Panamá     | 2       |
| Paraguay   | 1       |

- Datos: Q6153104